# Els Pinars
Els Pinars és una urbanització del poble de Monnars, al municipi de Tarragona. L'any 2022 tenia 255 habitants, essent, per tant, substancialment més gran que el nucli original de Monnars, que comptava amb tan sols 132 censats.
S'estén a la banda oest de l'avinguda dels Boscos de Tarragona, on hi ha l'accés principal a la urbanització, just al nord dels Colls Majors. Limita a l'est amb les urbanitzacions de Residencial Monnars i Llevantina i al nord amb els Boscos de Tarragona, situats ja fora del terme de Monnars.
Ocupa els carrers de Sant Hermenegild i de Clara Campoamor Rodríguez, essent aquest una de les poques vies dedicades a una dona del municipi. Hi trobem el Jardí d'Infants el Bosquet.